# Casa de Waldeck (Pădurea Neagră)
Casa de Waldeck a fost o familie nobiliară din Evul Mediu care a avut numeroase posesii în zona de sud a Munților Pădurea Neagră. Dintr-un motiv, toate satele lor au fost donate Abației Sfântului Blasiu și Principatului Episcopal de Basel, familia pierzându-se astfel din analele istorice.